# Projétil

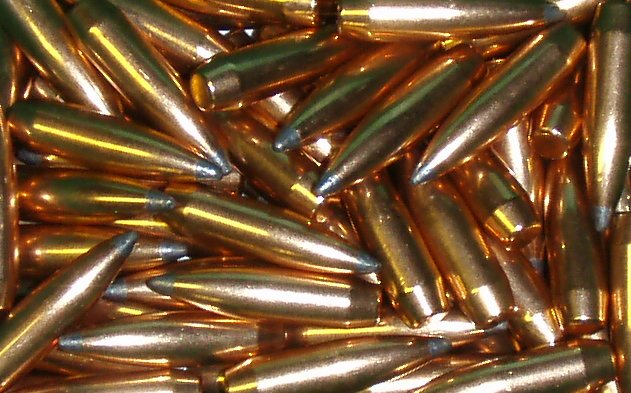
Exemplos de projéteis balísticos.

Projétil (português brasileiro) ou Projéctil (português europeu) (do francês projectile) ou projétil balístico é qualquer sólido que se move no espaço, como uma flecha por exemplo. Normalmente é utilizada a palavra projétil para um objeto que é lançado por algo ou alguém; por exemplo, se alguém lançar uma pedra usando um estilingue, a pedra passa a ser um projétil.

## Invólucro

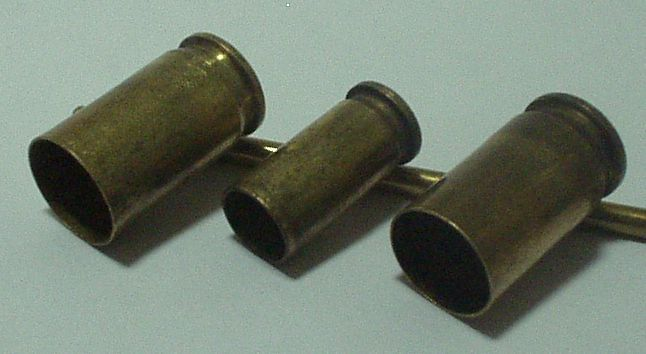
Estojos de munição

O invólucro é o componente de união mecânica do cartucho, apesar de não ser essencial ao disparo, já que algumas armas de fogo mais antigas dispensavam seu uso, trata-se de um componente indispensável às armas modernas. O invólucro possibilita que todos os componentes necessários ao disparo fiquem unidos em uma peça, facilitando o manejo da arma e diminui o tempo de intervalo em cada disparo.
Atualmente, a maioria dos invólucros são construídos em metais não ferrosos, principalmente o latão (liga de cobre e zinco), mas também são encontrados invólucro construídos com diversos tipos de materiais como plásticos (munição de treinamento e de espingardas), papelão (espingardas) e outros.
A forma do invólucro é muito importante, pois as armas modernas são construídas de forma a aproveitar as suas características físicas.
Para fins didáticos, o invólucro será classificado nos seguintes tipos:
- Quanto à forma do corpo:
  - Cilíndrico: o invólucro mantém seu diâmetro por toda sua extensão;
  - Cônico: o invólucro tem diâmetro menor na boca, é pouco comum;
  - Garrafa: o invólucro tem um estrangulamento (gargalo).

Cabe ressaltar que, na prática, não existe invólucro totalmente cilíndrico, sempre haverá uma pequena conicidade para facilitar o processo de extração.

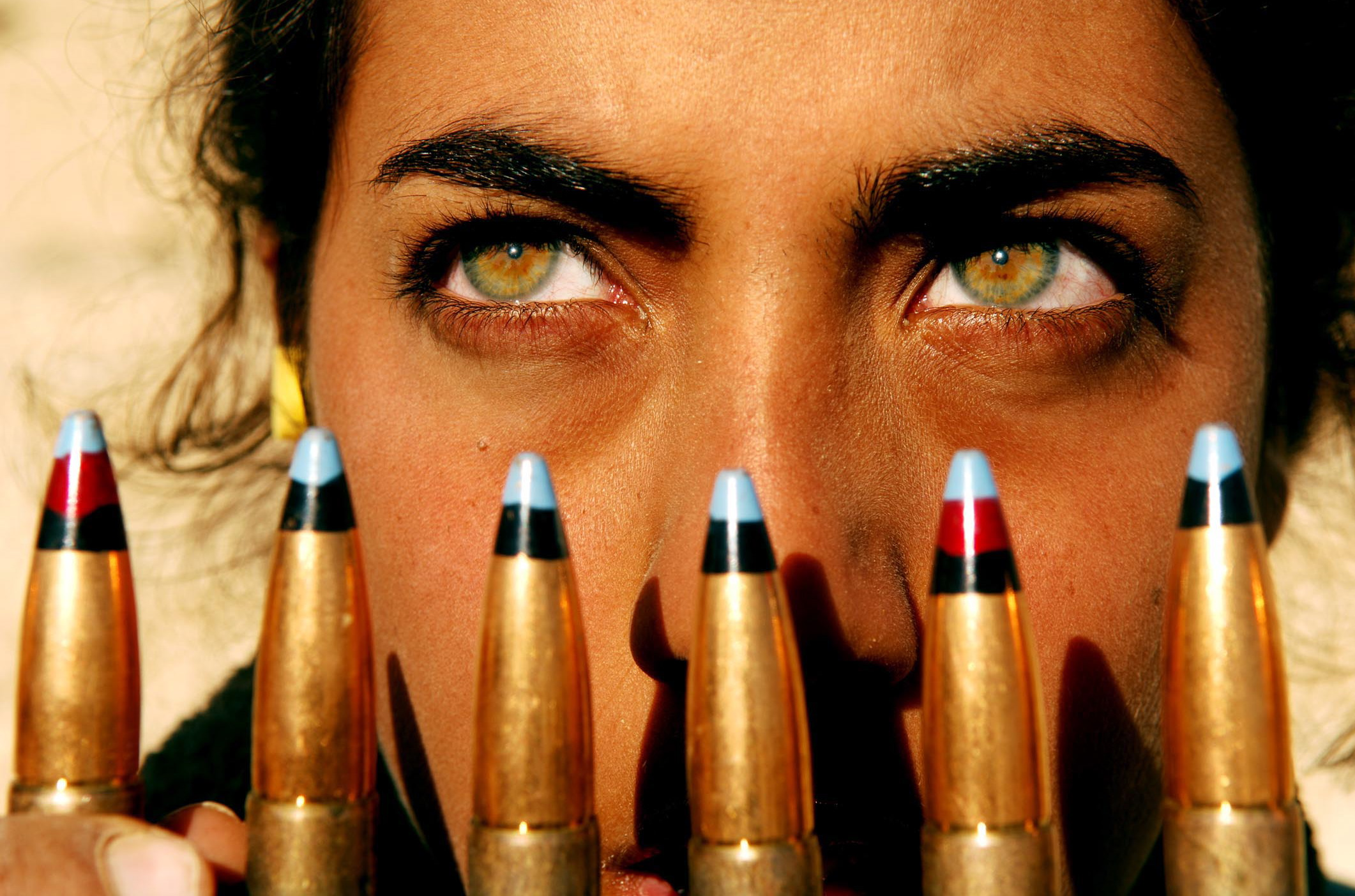
Soldado israelense posando com projéteis.

Os invólucro tipo garrafa foram criados com o fim de conter grande quantidade de pólvora, sem ser excessivamente longo ou ter um diâmetro grande. Esta forma é comumente encontrada em cartuchos de fuzis, que geram grande quantidade de energia e, muitas vezes, têm projéteis de pequeno calibre.
- Quanto aos tipos de base:
  - Com aro: com ressalto na base (aro ou gola);
  - Com semiaro: com ressalto de pequenas proporções e uma ranhura (virola);
  - Sem aro: tem apenas a virola;
  - Rebatido: A base tem diâmetro menor que o corpo do invólucro.

A base do invólucro é importante para o processo de carregamento e extração, sua forma determina o ponto de apoio do cartucho na câmara ou tambor (headspace), além de possibilitar a ação do extrator sobre o invólucro.
- Quanto ao tipo de iniciação:
  - Fogo Circular (anelar): A mistura detonante é colocada no interior do invólucro, dentro do aro, e detona quando este é amassado pelo percussor;
  - Fogo Central: A mistura detonante está disposta em uma espoleta, fixada no centro da base do invólucro, detonada quando a espoleta é esmagada pelo percursor.

Cabe lembrar que alguns tipos de invólucro, nos diversos itens da classificação, não foram citados por serem pouco comuns.

## Projétil sem invólucro
São projéteis que não possuem invólucro (estojo), sendo o corpo formado pelo propelente, espoleta e projétil juntos. As grandes vantagens são o peso e preço reduzidos e simplificação da arma, porém é mais difícil que a culatra seja selada, e é mais comum de se ocorrer cook–off, ou seja, quando o projétil é disparado acidentalmente devido ao fato de a câmara ter se aquecido demais, o que é relativamente comum neste tipo de cartucho devido ao propelente ter contato direto com as paredes da câmara.

## Propelente

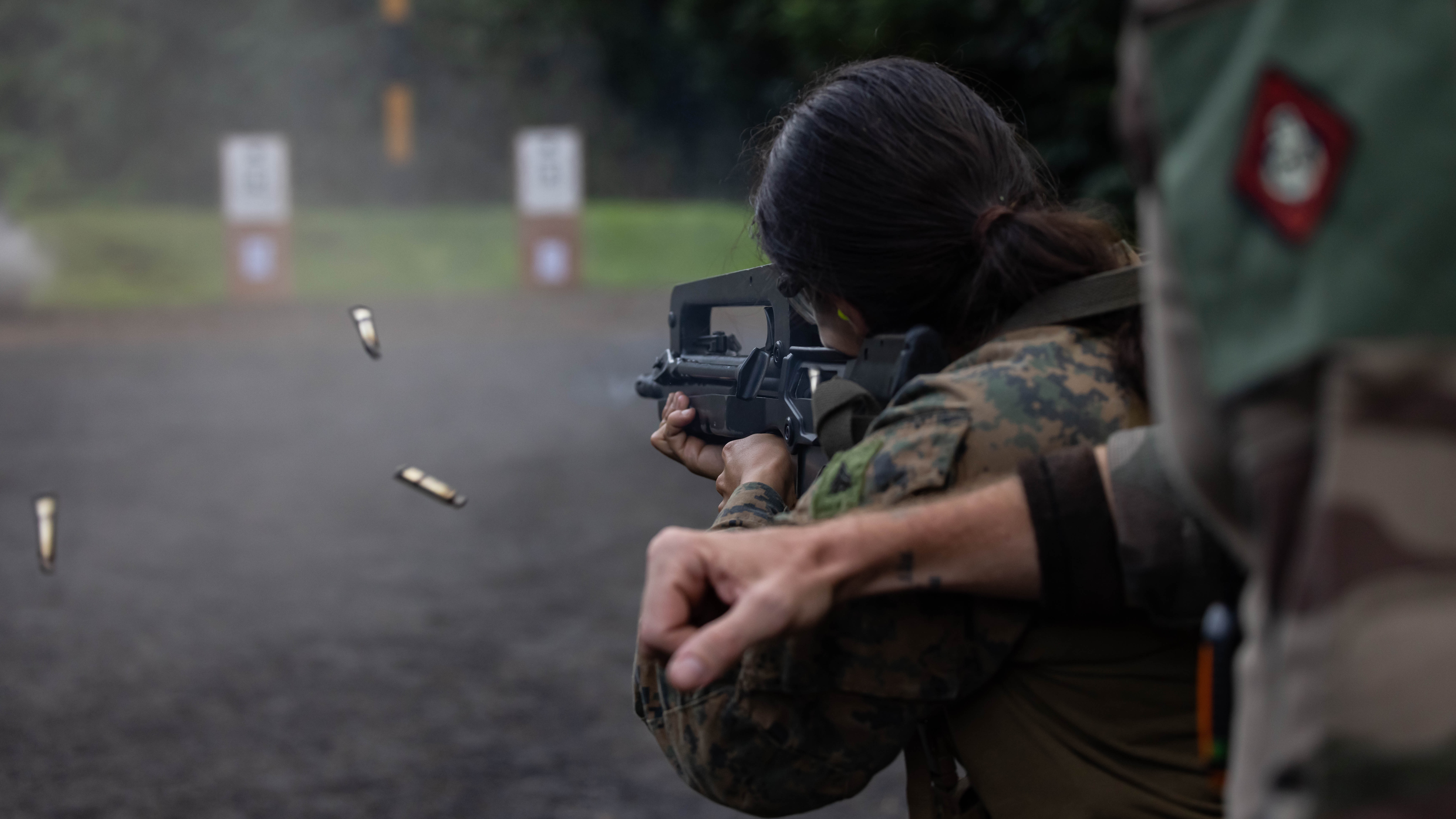
Estojos de munição gastos sendo ejetados de um fuzil FAMAS.

Propelente ou carga de projeção é a fonte de energia química capaz de arremessar o projétil a frente, imprimindo-lhe grande velocidade. A energia é produzida pelos gases resultantes da queima do propelente, que possuem volume muito maior que o sólido original. O rápido aumento de volume de matéria no interior do estojo gera grande pressão para impulsionar o projétil.
A queima do propelente no interior do estojo, apesar de mais lenta que a velocidade dos explosivos, gera pressão suficiente para causar danos na arma, isso não ocorre porque o projétil se destaca e avança pelo cano, consumindo grande parte da energia produzida.
Atualmente, o propelente usado nos cartuchos de armas de defesa é a pólvora química ou pólvora sem fumaça. Desenvolvida no final do século XIX, substituiu, com grande eficiência, a pólvora negra, que, hoje, é usada apenas em velhas armas de caça e réplicas para tiro desportivo. A pólvora química produz pouca fumaça e muito menos resíduos que a pólvora negra, além de ser capaz de gerar muito mais pressão, com pequenas quantidades e reduzir a necessidade de manutenção do armamento.
- Dois tipos de pólvoras sem fumo são utilizadas actualmente em armas de defesa:
  - Pólvora de base simples: fabricada a base de nitrocelulose, gera menos calor durante a queima, aumentando a durabilidade da arma;
  - Pólvora de base dupla: fabricada com nitrocelulose e nitroglicerina, tem maior conteúdo energético.

O uso de ambos tipos de pólvora é muito difundido e a munição de um mesmo calibre pode ser fabricada com um ou outro tipo.

## Espoleta ou Cápsula

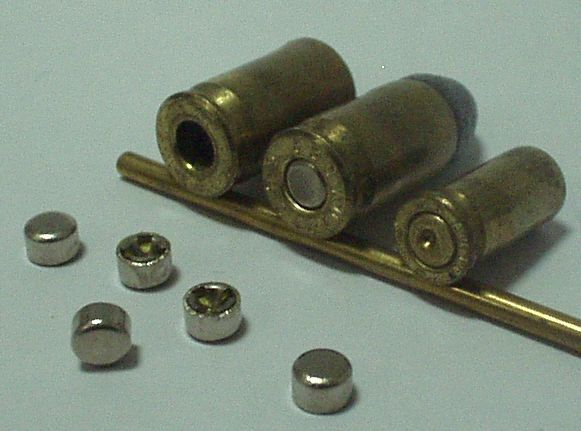
Espoletas

A espoleta é um recipiente que contém a mistura detonante e uma bigorna, sendo utilizada em cartuchos de fogo central.
A mistura detonante, é um composto que queima com facilidade, bastando, para tal, o atrito gerado pelo amassamento da espoleta contra a bigorna, provocado pelo percussor. A queima dessa mistura gera calor, que passa para o propelente através de pequenos furos no estojo, chamados eventos.
- Os tipos mais comuns de espoletas são:
  - Boxer: muito usada atualmente, tem a bigorna presa à espoleta e se utiliza de apenas um evento central, facilitando o desespoletamento do invólucro, na recarga;
  - Berdan: utilizada principalmente em armas de uso militar, a bigorna é um pequeno ressalto no centro da base do invólucro estando a sua volta dois ou mais eventos;
  - Bateria: utilizada em cartuchos de caça, tem a bateria incorporada na espoleta de forma a ser impossível cair, facilitando o processo de recarga do invólucro.

Outros tipos de espoletas foram fabricados no passado, mas, hoje, são raros de serem encontrados.

## Partes

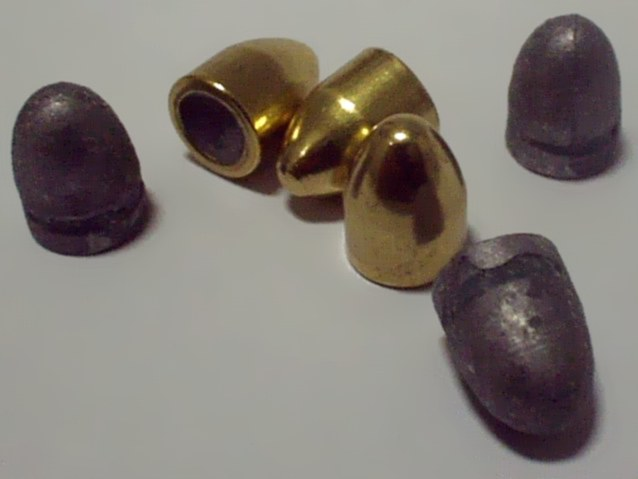
Projéteis e suas partes expostas

Um projétil balístico moderno pode ser dividido em três partes:
- Ponta: parte superior do projétil, que fica quase sempre exposta, fora do estojo;
- Corpo: cilíndrico, geralmente contém canaletas destinadas a receber graxa ou para aumentar a fixação do projétil ao estojo.
- Base: parte inferior do projétil, que fica presa dentro do estojo e está sujeita à ação dos gases resultantes da queima da pólvora.

## Tipos de pontas

### Formato
Quanto ao formato das pontas, os projéteis podem ter um dos seguintes:
- Ogival: uso geral, muito comum;
- Canto-vivo: uso exclusivo para tiro ao alvo; tem carga reduzida e perfura o papel de forma mais nítida;
- Semi canto-vivo: uso geral;
- Ogival ponta plana: uso geral; muito usado no tiro prático (IPSC) por provocar menor número de "engasgos" com a pistola;
- Cone truncado: mesmo uso acima.
- Semi-ogival: também muito usado em tiro prático;
- Ponta oca: capaz de aumentar de diâmetro ao atingir um alvo humano (expansivo), produzindo assim maior destruição de tecidos.

### Revestimento
Os projéteis, podem ou não ter o seu núcleo revestido. Caso seja esse o caso, o núcleo, geralmente de chumbo puro, conferindo o peso necessário e um bom desempenho balístico, é recoberto por uma capa externa chamada "camisa" ou "jaqueta". A "camisa" é normalmente fabricada com ligas metálicas como: cobre e níquel; cobre, níquel e zinco; cobre e zinco; cobre, zinco e estanho ou aço, ou ainda: tombac, cobre, náilon, teflon. Essas "camisas" fazem com que o projétil deslize pelo cano da arma melhor que o chumbo; resultado: o projétil faz sua trajetória com mais velocidade, o que melhora a precisão e o alcance do disparo. Os projéteis encamisados podem ter sua capa externa aberta na base e fechada na ponta (projéteis sólidos) ou fechada na base e aberta na ponta (projéteis expansivos). Os projéteis sólidos têm destinação militar, para defesa pessoal ou para tiro esportivo. Destaca-se sua maior capacidade de penetração e alcance.

### Comportamento
Quanto ao comportamento, os projéteis podem ser:
- Expansivos - O projétil tem uma ponta oca e riscos na parte de fora. Quando ele encontra um objeto aquoso ou gelatinoso como um órgão animal, abre como se fosse uma flor, fazendo uma verdadeira cratera dentro do alvo. O dano é tão grande que seu uso é proibido em guerras.
- Traçantes -  Tem uma pequena quantidade de fósforo ou magnésio na base ou na ponta do projétil que se queima devido ao atrito com o ar ou ou com o calor proveniente da inflamação da carga propelente, deixando um rastro luminoso visível a olho nu na escuridão. Atualmente existem projéteis que somente podem ser visualizados com equipamento ótico próprio, impedindo que indivíduos que não disponham deste identifiquem o ponto do qual proveio.
- Explosivos - Após o disparo, a carga líquida contida no interior do projétil (normalmente mercúrio ou glicerina) sofre uma aceleração violenta, e se comprime para trás; quando a munição atinge o alvo, a substância se expande para frente. Nesta expansão, o líquido empurra a ponta da munição, que se projeta para frente. Com isso, a munição se fragmenta tal qual uma granada, podendo causar ferimentos gravíssimos em um raio de até 20 centímetros a partir do ponto de impacto.
- Cinéticos - Um projétil que não contém uma carga explosiva ou qualquer outro tipo de carga é chamado de "projétil cinético", "arma de energia cinética", "ogiva cinética" ou "arma de penetração cinética". Armas de energia cinética típicas, podem variar de projéteis rombudos, como simples pedras arremessadas até artefatos aerodinâmicos pontiagudos modernos com alto poder de penetração, como um penetrador por energia cinética. Esse tipo de projétil, para ser efetivo, precisa de algum recurso para atingir grandes velocidades antes do impacto com o alvo, indo desde queda livre à foguetes lançadores. De qualquer forma, essas armas funcionam adquirindo uma grande velocidade e então colidindo com o alvo, convertendo sua energia cinética em ondas de choque e calor. Algumas dessas armas de energia cinética visando alvos no espaço, são chamadas de armas antissatélite ou mísseis antibalísticos. Como a velocidade necessária para atingir um objeto em órbita é extremamente alta, a energia cinética liberada num eventual impacto é suficiente para destruir o alvo; explosivos não são necessários. Por exemplo: a energia do trinitrotolueno é de 4,6 milijoules por quilograma, e a energia de um projétil cinético a uma velocidade de 10 quilômetros por segundo é de 50 milijoules por quilograma, lembrando que um satélite, em geral, orbita a Terra a 8 quilômetros por segundo. Um projétil cinético, também pode ser liberado a partir de um avião. Isso é conseguido, substituindo a carga explosiva padrão de uma bomba por concreto, para uma destruição mais precisa e com menos "danos colaterais".

## Literatura
- NUMMELLA, S.; HUSSAIN, S. T. & THEWISSEN, J.G.M. Cranial Anatomy of Pakicetidae (Cetacea, Mammalia). Journal of Vertebrate Paleontology, v. 26, n. 3, Set. 2006.
- THEWISSEN, J.G.M. et al. Hippopotamus and Whale Phylogeny. Nature 458, Mar. 2009.
- THEWISSEN, J.G.M. et al. From Land to Water: the Origin of Whales , Dolphins, and Porpoises. Evo Edu Outreach, Abr. 2009.